# George Kurtz
George Kurtz, né en octobre 1970 dans le New Jersey aux États-Unis, est un homme d'affaires et chef d'entreprise américain, président-directeur général de CrowdStrike.

## Carrière professionnelle

### McAfee
Avec la vente de sa start-up Foundstone à McAfee, en octobre 2004, George Kurtz et ses salariés, dont son directeur financier Gregg Marston, se retrouvent à travailler pour cette société[réf. nécessaire].
Les années pendant lesquelles il travaille pour McAfee lui permettent notamment de côtoyer Gerhard Watzinger, arrivé avec l'acquisition de SafeBoot dont il était directeur général, et Denis O'Leary, qui le rejoindront en 2012 au conseil d'administration de CrowdStrike. C'est aussi durant cette période qu'il rencontre le docteur Sven Krasser, directeur principal de la recherche en exploration de données.
De 2009 à 2011, il y occupe le poste de directeur technique.

### CrowdStrike
En 2011, George Kurtz, Dmitri Alperovitch et Gregg Marston cofondent CrowdStrike,. En 2012, la société est financée par une levée de fonds Série A (en) de Wardburg Pincus.

## Carrière sportive
George Kurtz est gentleman-driver et participe à des épreuves d'endurance aux mains de sport-prototypes dans des championnats tels que le WeatherTech SportsCar Championship et l'IMSA Prototype Challenge ainsi que des voitures de Grand tourisme dans des championnats tels que l'Intercontinental GT Challenge.

## Palmarès sportif
| Année | Écurie                     | Châssis        | Moteur                    | Classe | 1      | 2   | 3     | 4   | 5     | 6   | 7   | 8     | Position | Points |
| ----- | -------------------------- | -------------- | ------------------------- | ------ | ------ | --- | ----- | --- | ----- | --- | --- | ----- | -------- | ------ |
| 2021  | CORE Autosport             | Ligier JS P320 | Nissan VK56 5,6 L V8 Atmo | LMP3   | DAY    | DAY | SEB 1 | MOH | WGL 2 | WGL | ELK | ATL 7 | 11e      | 968    |
| 2021  | CORE Autosport             | Ligier JS P320 | Nissan VK56 5,6 L V8 Atmo | LMP3   | Q 3    | R 5 | SEB 1 | MOH | WGL 2 | WGL | ELK | ATL 7 | 11e      | 968    |
| 2022  | CORE Autosport             | Ligier JS P320 | Nissan VK56 5,6 L V8 Atmo | LMP3   | DAY    | DAY | SEB 5 | MOH | WGL 2 | MOS | ELK | ATL 5 | 17e*     | 921*   |
| 2022  | CORE Autosport             | Ligier JS P320 | Nissan VK56 5,6 L V8 Atmo | LMP3   | Q N.p. | R 3 | SEB 5 | MOH | WGL 2 | MOS | ELK | ATL 5 | 17e*     | 921*   |
| 2023  | CrowdStrike Racing par APR | Oreca 07       | Nissan VK56 5,6 L V8 Atmo | LMP2   | DAY    | SEB | MOH   | WGL | MOS   | ELK | ATL |       | e*       | *      |